# 夏の大三角

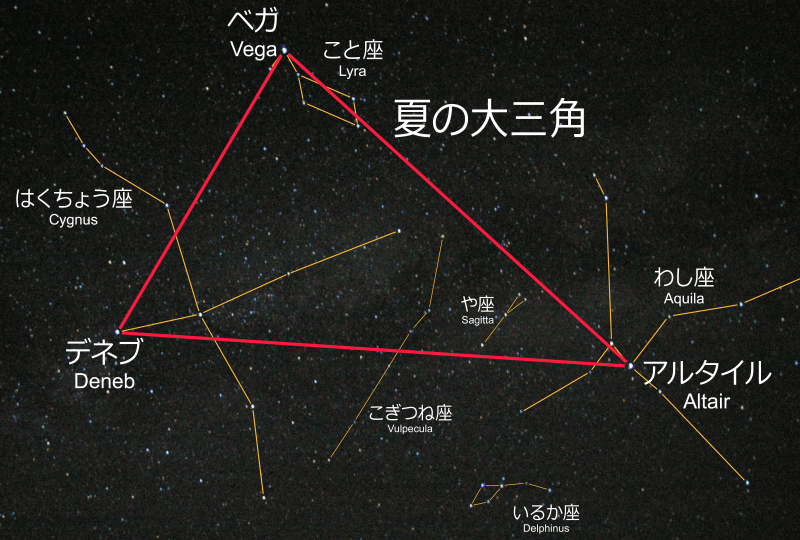
夏の大三角

夏の大三角（なつのだいさんかく、英語: Summer Triangle）あるいは夏の大三角形（なつのだいさんかくけい）は、
- はくちょう座α星　デネブ
- わし座α星　アルタイル
- こと座α星　ベガ

の3つの星を結んで描かれる、細長い大きな三角形をしたアステリズムである。3星のうちベガとアルタイルは、七夕の伝説における「おりひめ（織姫）」と「ひこぼし（彦星）」である。

## 観望好期
北半球の中緯度地域では春の早朝から見え始め、11月の宵まで見える。夏の間はよく見えるが、日本では七夕の時期の一更（午後8-10時頃）は、まだ夏の大三角は昇ったばかりであり、また日本は温暖湿潤気候に当たり梅雨があるため曇または雨の日が多く、よく見えない。旧七夕や月遅れの七夕に当たる8月上旬の方がよく見える。9月になると、一更の頃ほぼ天頂近くに来、街灯りが少なく条件が良ければ空を縦断する天の川も見ることができる。
南半球では冬期間の低空にひっくり返って見え、「北の三角形」と呼ぶにふさわしいものとなる。

## 来歴

### ヨーロッパ
夏の大三角という呼び名は、1950年代からイギリスの天文普及家サー・パトリック・ムーア (Sir Patrick Moore) が使うようになってから一般的にも知られるようになったものである。ただし、ムーアによって創案されたものではなく、オーストリアの天文学者オスヴァルト・トーマス (Oswald Thomas) によって1920年代に "Grosses Dreieck" （ドイツ語で「大きな三角形」の意）と記述されており、トーマスはまた1934年には "Sommerliches Dreieck" （ドイツ語で「夏の三角形」の意）と記述していた。
それ以前にも、オーストリアの天文学者ヨセフ・リットロウ (Joseph Johann von Littrow) は、1866年に出版した星図の本文において 「よく目につく三角形」 と説明していた。また、3つの星を最初に繋いだのはドイツの天文学者ヨハン・ボーデで、1816年に出版した書物の中の星図においてであったとされる。ただしボーデは、星と星とをつないだものの、それに対してなんら名称は与えていなかった。
1776年にフランスの球儀製作者ジャン・フォルタン (Jean Nicolas Fortin) がパリで出版した 『フラムスティード星図』 の第2版では、3星のうちベガとアルタイルしか結ばれていない。当時、デネブは「最も明るい一群の星」すなわち1等星にランクされていなかった。なお、『アルマゲスト』所収の「プトレマイオスの星表」では、アルタイルも2等星だった。

### 日本
日本で誰が最初に「夏の大三角」あるいは「夏の大三角形」と呼んだのかは、今のところ判っていない。英文学者であり天文民俗学者として知られる野尻抱影は、1947年（昭和22年）の著書において「夏の大三角」という呼び名を用いている。一般向けの天文書籍の著者として多作で知られる藤井旭は、1969年（昭和44年）の処女本から「夏の大三角」について触れ、以後の殆どの自著で一貫して「夏の大三角」を、夏の星座を探す目印として積極的に取り上げている。
日本の一般向け天文雑誌においては、『月刊天文』の前身である『天文と気象』において1965年8月号に「夏の大三角形」として紹介がされている。『月刊天文ガイド』では、1969年8月号で「夏の大三角」の記述が初めて登場した。1978年に創刊された後発の『星の手帖』においては、創刊号（夏号）から「夏の大三角」について記載があり、そこでは既に一般に広く普及した知名度のある語句として扱われている。
教育現場においては、戦後まもない検定教科書において、この3つの星を図解で結んだ紹介はあるものの「夏の大三角」という名称は使用されていない。この3つの星の並びに名称が用いられたのは、1971年（昭和46年）発行の複式学級用の教科書からで、ここでは「大三角」という呼び名が使用されている。「夏の大三角」という名称の使用は、1983年（昭和58年）発行の東京書籍の教科書から見られるようになり、以後多くの教科書で採用されていった。2004年（平成16年）検定の教科書では、6社中5社が「夏の大三角」を教科書に採用している。

## 応用
- ベガとデネブを軸にしてこの三角形を反転させると、アルタイルと線対称の位置からほど近いところにポラリス（現在の北極星）を見つけることができる。
- ベガとアルタイルを軸にすると、デネブと線対称の位置付近にへびつかい座のα星（2等星）がある。
- デネブとアルタイルを軸にすると、ベガと線対称の位置付近にペガスス座のε星（2等星）がある。